# Cena za fotografii Ihei Kimury

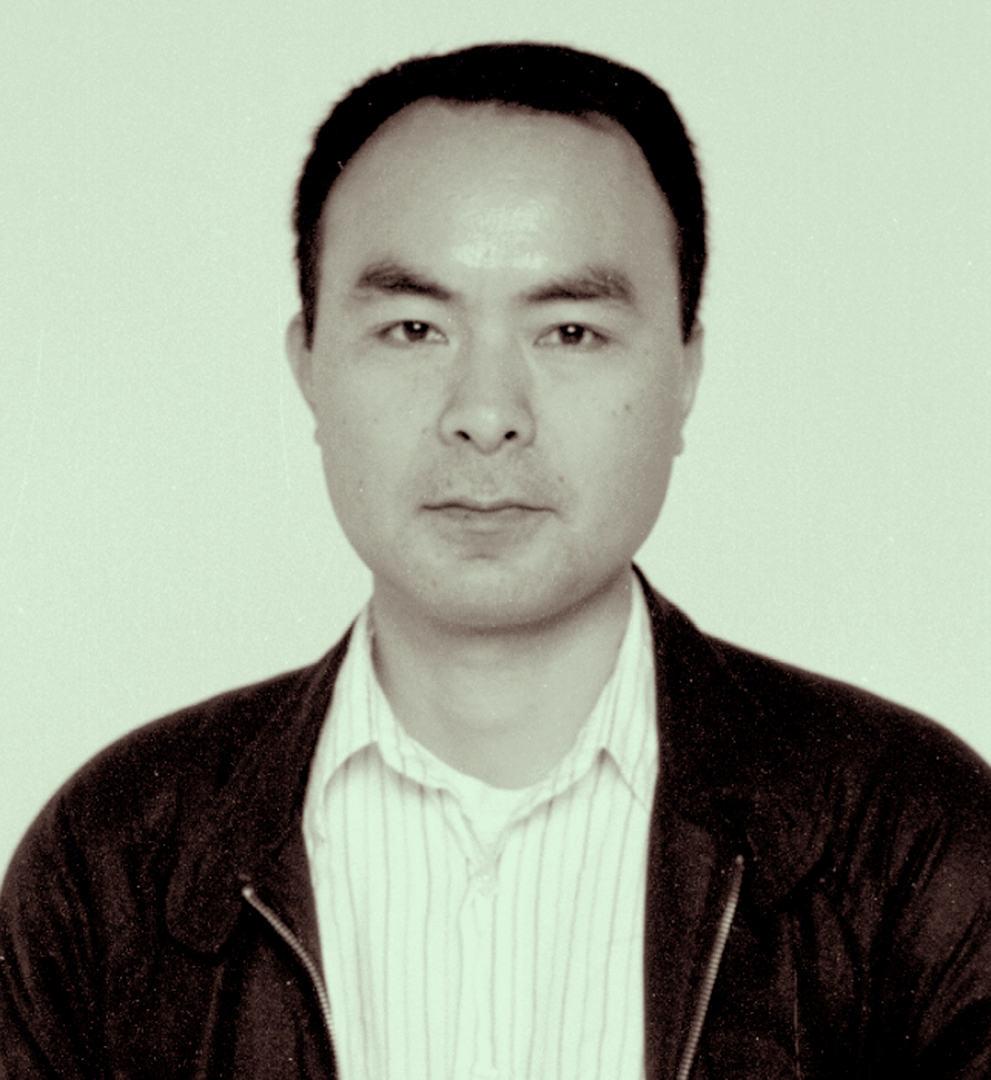
Rjúdži Mijamoto získal cenu v roce 1988

Cena za fotografii Ihei Kimury (japonsky 木村伊兵衛写真賞 Kimura Ihei šašin-šó, (šó ~ cena, šašin ~ fotografie, nebo cena fotografie Iheie Kimury) je fotografické ocenění udělované každý rok v Japonsku.

## Historie
Cena je udělována od roku 1975 (s výjimkou roku 1983) vydavatelem novin Asahi šimbun a Asahi Camera na počest fotografa Iheie Kimury. V roce 2005 vyšla knížka 36 fotografů: 30 let Ceny za fotografii Ihei Kimury s příklady fotografií od každého z vítězů.  
Cena je určena pro jednoho nebo více mladých fotografů, kteří byli v daném roce aktivní co se týče výstav a publikací.
Společně s cenou Kena Domona se jedná o dvě přední japonské fotografické ceny.

## Seznam vítězů
- 1975: Kazuo Kitai
- 1976: Hirara Takaši (平良 孝七)
- 1977: Šin’ja Fudžiwara
- 1978: Mijako Išiuči (石内都) za Apartment
- 1979: Micuaki Iwagó (岩合 光昭) a Seidži Kurata
- 1980: Cuneo Enari
- 1981: Kanendo Watanabe
- 1982: Keizó Kitadžima
- 1983: cena nebyla udělena
- 1984: Keiiči Tahara (田原 桂一)
- 1985: Kazujoši Mijoši (三好 和義)
- 1986: Hisaši Wada (和田 久士)
- 1987: Ikuo Nakamura
- 1988: Rjúdži Mijamoto (宮本 隆司)
- 1989: Hana Takeda (武田 花) a Mičio Hošino (星野 道夫)
- 1990: Mičiko Kon
- 1991: Tošio Šibata
- 1992: Micugu Óniši a Norio Kobajaši
- 1993: Hisaši Jasuši (豊原 康久)
- 1994: Micuhiko Imamori (今森 光彦)
- 1995: Masato Seto (瀬戸 正人)
- 1996: Naoja Hatakejama (畠山 直哉)
- 1997: Kjóiči Cuzuki (都築 響一)
- 1998: Takaši Honma (ホンマ タカシ)
- 1999: Risaku Suzuki (鈴木 理策)
- 2000: Hiromix, Jurie Nagašima (長島 有里枝) a Mika Ninagawa (蜷川 実花)
- 2001: Rinko Kawauči (川内 倫子) a Taidži Macue
- 2002: Juki Onodera a Masafumi Sanai (佐内 正史)
- 2003: Tomoko Sawada (澤田 知子)
- 2004: Masaki Nakano
- 2005: Rjúdai Takano (鷹野 隆大)
- 2006: Naoki Hondžó (本城 直季) a Kajo Ume (梅 佳代)
- 2007: Acuši Okada (岡田 敦) a Lieko Šiga (志賀 理江子 [Šiga Rieko])
- 2008: Masaši Asada (浅田 政志)
- 2009: Kozue Takagi
- 2010: Eiko Arizono (下薗 詠子)[1]
- 2011: Masaru Tacuki (田附 勝)[2]
- 2012: Arata Dodo (z aknihu Taigan) a Tomoko Kikuči (za výstavu I and I)[3]
- 2013: Eiki Mori (za knihu intimacy)
- 2014: Rjúiči Išikawa (za knihu Zekkei no Polyphony a Okinavské portréty 2010-2012 a Kotori Kawašima (za knihu Mjódžó)
- 2015: Takaši Arai (za knihu Monuments)[4]
- 2016: Mikiko Hara (za knihu Change)[5]
- 2017: Hiroko Komacu (za výstavu Jinkakuteki jiricu šori a další)[6] a Aja Fudžioka (za knihu Kawa wa yuku a další)
- 2018: Ai Iwane (za knihu Kipuka a výstavu Fukušima Ondo)[7]

- 2019: Výběrová komise: Mijako Išiuči, Risaku Suzuki, Keiičiro Hirano (autor), Takaši Homma; vítězové:  Mari Katajama "GIFT" (fotokniha) "58. mezinárodní výstava umění Bienále v Benátkách 'Ať žijete v zajímavých časech' (výstava); Daisuke Jokota "Sediment" (Fotokniha) "Druhá etapa na výstavě Daisuke Jokota 'Room. Pt.1'" (Výstava fotografií);  Nominovaní umělci: Hiroši Ikeda "AINU" (fotokniha), Jodo Saito "Kando" (fotokniha, výstava) "Space at Close Range: Upcoming Japanese Artists vol. 16" (výstava fotografií), Kazuna Taguči "Eurydice" (fotokniha) „Oko Eurydiky“ (výstava)

- 2020+2021: Výběrová komise: Micugu Óniši, Jurie Nagašima, Tomoko Sawada, Keiičiro Hirano (autor); vítězové: Šiho Jošida „Průzkum｜Mountain“ (fotokniha) / Velryba pod pískem“ (výstava) „Plánování marží“ (výstava) „Azamino Photo Annual: Things That Stay“ (Výstava fotografií) „Připravované japonské Artists vol. 18" (výstava fotografií); Nominovaní umělci: Gu Džianheung „A PART OF THERE IS HERE“ (výstava fotografií), Sohei Nišino „The Shape of Water“ „Tokaido“ „Odkud pocházejí fotografové a kam směřují? – Fotografie, které chodí po světě a proměňují země“; „New Horizon“ (výstavy fotografií), Acuši Fukušima „Nosím oběd do domu starší osoby, která žije sama“ (výstava, fotokniha) „Bento is Ready“ (výstava fotografií), Ajaka Jamamoto „Jsme vyrobeni z trávy, půdy, stromů a květin“ (výstava, fotokniha) „Emerging Japanese Artists vol. 18“ (výstava fotografií)